# Michał Hochtaubel
Michał Hochtaubel (ur. 1 stycznia 1896 w Hołyniu, zm. 1940) – podchorąży kawalerii Wojska Polskiego, Komisarz Rządowy Uzdrowiska Worochty, wójt gminy Hołyń odznaczony Krzyżem Niepodległości, Krzyżem Walecznych, Krzyżem Waleczności Armii gen. Bułak-Bałachowicza, austriackim Srebrnym Medalem Waleczności, odznaką „Za wierną służbę” oraz odznaką 1. pułku ułanów Legionów Polskich.

## Życiorys

### Narodziny i młodość
Urodził się 17 stycznia 1896 roku w Hołyniu, w Galicji, znajdującej się wówczas pod zaborem austriackim. Był synem Antoniego Mariana Ludwika Hochtaubel i Marii Białeckiej. Miał starszego brata Antoniego Hochtaubel. Pewnego dnia wiosną 1897 roku ojciec Michała, jak zwykle dosiadł konia i wyruszył na przejażdżkę po okolicy. Po pewnym czasie koń powrócił do majątku— sam, bez jeźdźca. Wszczęto poszukiwania. Po godzinach gorączkowego przeczesywania okolicy odnaleziono Antoniego na drodze. Leżał nieruchomo, a na jego głowie widniały ślady poważnego urazu. Choć początkowo wydawało się, że przeżyje, tragiczne następstwa zdarzenia dały o sobie znać. Stan zdrowia Antoniego gwałtownie się pogorszył — w wyniku odniesionych obrażeń zapadł na ciężkie zapalenie płuc.16 czerwca 1897 roku odszedł na zawsze, pozostawiając rodzinę pogrążoną w bólu i niepewności co do przyszłości. Michał, wówczas zaledwie roczne dziecko, stracił ojca, którego nie zdążył nawet poznać. Chociaż był młodszym synem, w spadku otrzymał majątek ziemski w Hołyniu obejmujący Hołyń, Tużyłów i Pójło (powiat Kałusz, województwo stanisławowskie). Początkowo uczęszczał do C.K. Gimnazjum w Stryju, a następnie do Prywatnego Gimnazjum Miejskiego w Kałuszu, które ukończył w 1913 roku. Już od młodości angażował się w działalność patriotyczną – od 28 stycznia 1912 roku był członkiem „Drużyn Bartoszowych” w Hołyniu. Latem 1913 roku odbył sześciotygodniowy kurs Drużyn Bartoszowych w Brzuchowicach i w październiku tego samego roku został mianowany rotnikiem.  

### I wojna światowa
31 lipca 1914 roku jego drużyna została włączona do Polowych Drużyn Sokoła pod egidą Centralnego Komitetu Narodowego we Lwowie i weszła w skład Legionu Wschodniego Armii Austriackiej. Po jego rozwiązaniu w Mszanie Dolnej udał się do Krakowa, gdzie 8 października 1914 roku wstąpił do Legionów Polskich. Początkowo służył wraz z bratem Antonim w batalionie majora Albina Fleszara ps. „Satyr”. W Piotrkowie przeniósł się do plutonu kawaleryjskiego organizowanego przez Zdzisława Lewińskiego ps. „Brochwicz”. Kiedy pluton włączono do 1 pułku ułanów Legionów Polskich, Hochtaubel trafił do 2. szwadronu. Podczas bitwy pod Łowczówkiem (22–26 grudnia 1914 roku) został postrzelony w udo. Leczył się w szpitalach wojskowych w Troppau, Frankstadt oraz Innsbrucku. Po rekonwalescencji kontynuował szlak bojowy, uczestnicząc we wszystkich bitwach I brygady legionów. W 1917 roku ukończył kurs administracyjny w Ostrołęce i otrzymał stopień podchorążego. Po kryzysie przysięgowym został wcielony do C.K. 1. Pułku Ułanów armii austriackiej, gdzie służył jako kapral. Jesienią 1918 roku, podczas urlopu, został internowany przez Ukraińców i do wiosny 1919 roku przebywał w niewoli.

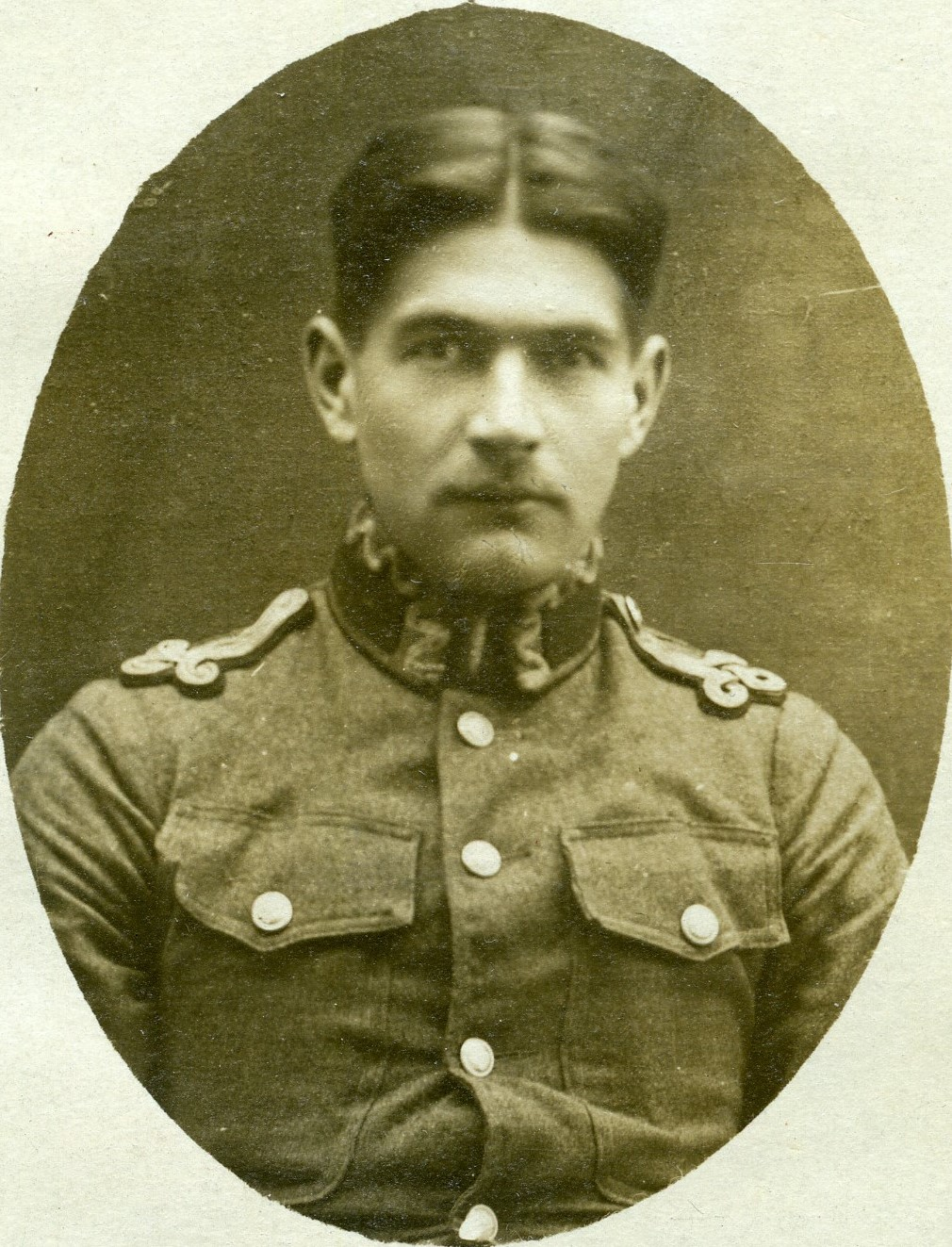
Podchorąży Michał Hochtaubel, 1919 rok

### Wojna polsko-bolszewicka
28 czerwca 1919 roku zgłosił się do szwadronu zapasowego 11. pułku ułanów w Mińsku Mazowieckim, otrzymał stopień wachmistrza. Wkrótce awansował na podchorążego i został przeniesiony do Szwadronu Zapasowego 2. pułku Strzelców Konnych, pełnił funkcję oficera prowiantowego, a następnie dowódcy plutonu. W 1920 roku walczył pod dowództwem mjr. Tadeusza Kossaka (brata-bliźniaka Wojciecha Kossaka), biorąc udział w walkach nad Stochodem, pod Chełmem, Horodłem i Dubienką.
(…) „W tym czasie około połowy sierpnia, jestem wysłany z obydwoma mojemi szwadronami, które i kilku doskonałymi oficerami wzmocnione zostały (porucznik Łomnicki, porucznik Hochtaubel i podchorąży Izdebski), do Białopola, celem oczyszczenia z bolszewickiego plugastwa całej okolicy nadbużańskiej.” (...)
(…) „Jednego z tych dni uganiamy się cały dzień między Raciborowicami a Maziarnią z jazdą Budionnego, – powodzenie po naszej stronie; porucznik Łomnicki, porucznik Hochtaubel i Izdebski położyli ich sporo.” (…)

Tadeusz Kossak „Wspomnienia Wojenne 1918 – 1920” pisownia oryginalna
W czasie ofensywy warszawskiej prowadził działania na Wołyniu, osiągając 14 września 1920 roku Kowel. Za wykazane męstwo został odznaczony Krzyżem Walecznych. Wniosek o odznaczenie „Krzyżem Walecznych” Michała Hochtaubel, szczegółowy opis czynów:
„(…) W początku września b.z. Dowództwo Grupy płk Wierzbickiego wydało rozkaz II/2 Strz. Konnych rozkaz zająć wieś Maziarnię. Dwa podjazdy wysłane z Raciborowic powróciły meldując, iż wieś Maziarnia jest zajęta przez silny prawdopodobnie oddział, gdyż ubezpieczenia nieprzyjacielskie są stosunkowo daleko wysunięte od wsi, silne, co można było wywnioskować z ognia karabinowego. Wyruszył więc cały Dyon nad ranem wysyłając pół godziny wcześniej pchr. Michała Hochtaubla z 10-ma Ułanami. Pchr. Hochtaubel podprowadził podjazd lasem przed samą placówkę npl. Z własnej inicjatywy uderzył gwałtownie na takową, kładąc trupem dwóch, biorąc do niewoli resztę t.j. 4-ech. Dowiedziawszy się od jeńców, iż w Maziarni jest tylko jeden K.M. i jedna nieliczna Kompania bo zaledwie 30-40. Z krzykiem „hurra” poprowadził cwałem na wieś swój podjazd. Zaskoczony npl. wycofał się w popłochu za wieś zostawiając we wsi 3 wozy, i między chałupami pojedynczych żołnierzy, którzy nie zdążyli uciec. Po przybyciu Dyon zastał wieś już opuszczoną, a tylko odparł grupującego się n.p.l. za wsią. Stwierdzam więc fakt dzielności i odwagi pchr. Hochtaubla, biorąc pod uwagę wiadomości przywiezione przez poprzednie podjazdy (…)” 

ppor. Stanisław Łomnicki, Wniosek o odznaczenie "Krzyżem Walecznych", 23.11.1920 r., CAW KW 39/H-530.
12.05.1921r. przeszedł do rezerwy.

### Okres międzywojenny
Ukończył studia na Wydziale Rolnym i Mechaniki Rolnej Akademii Rolniczej w Dublanach. W 1924 roku poślubił hrabiankę Jadwigę Dzieduszycką, siostrę Wojciecha Dzieduszyckiego. W 1925 roku urodziła im się córka Krystyna Maria Teresa.
Dał się poznać jako przedsiębiorczy ziemianin. W 1929 roku posiadał 71 ha ziemi i cegielnię („Hochtaubel Mich. i Ska.”). Do 1930 roku jego majątek rozrósł się do 571 ha, a przed wybuchem II wojny światowej dysponował już 2000–2500 ha ziemi (Hołyń, Tużyłów, Kociatycze, Pójło). Prowadził cegielnie, mleczarnie, hurtownie tytoniu i budował kamienicę w Nowym Kałuszu. W latach 30. był Komisarzem Rządowym Uzdrowiska Worochty i prezesem tamtejszego Koła Polskiego Towarzystwa Tatrzańskiego. W 1939 roku pełnił funkcję wójta gminy Hołyń.

### II wojna światowa i śmierć
Po klęsce kampanii wrześniowej Hołyń znalazł się pod okupacją radziecką. W grudniu 1939 roku Michał Hochtaubel napisał jeszcze list do swojego brata Antoniego w Warszawie. Po tym ślad po nim się urywa – prawdopodobnie został wywieziony w głąb ZSRR. Wojnę przeżyła jego córka Krystyna, która po wojnie zamieszkała w Wałbrzychu.